# زابروده (استان پودلاسکی)
زابروده (به لهستانی:  Zabrody) یک روستا در لهستان است که در گمینا ناروکا واقع شده‌است.